# Bronisław Kowalewski (żołnierz)

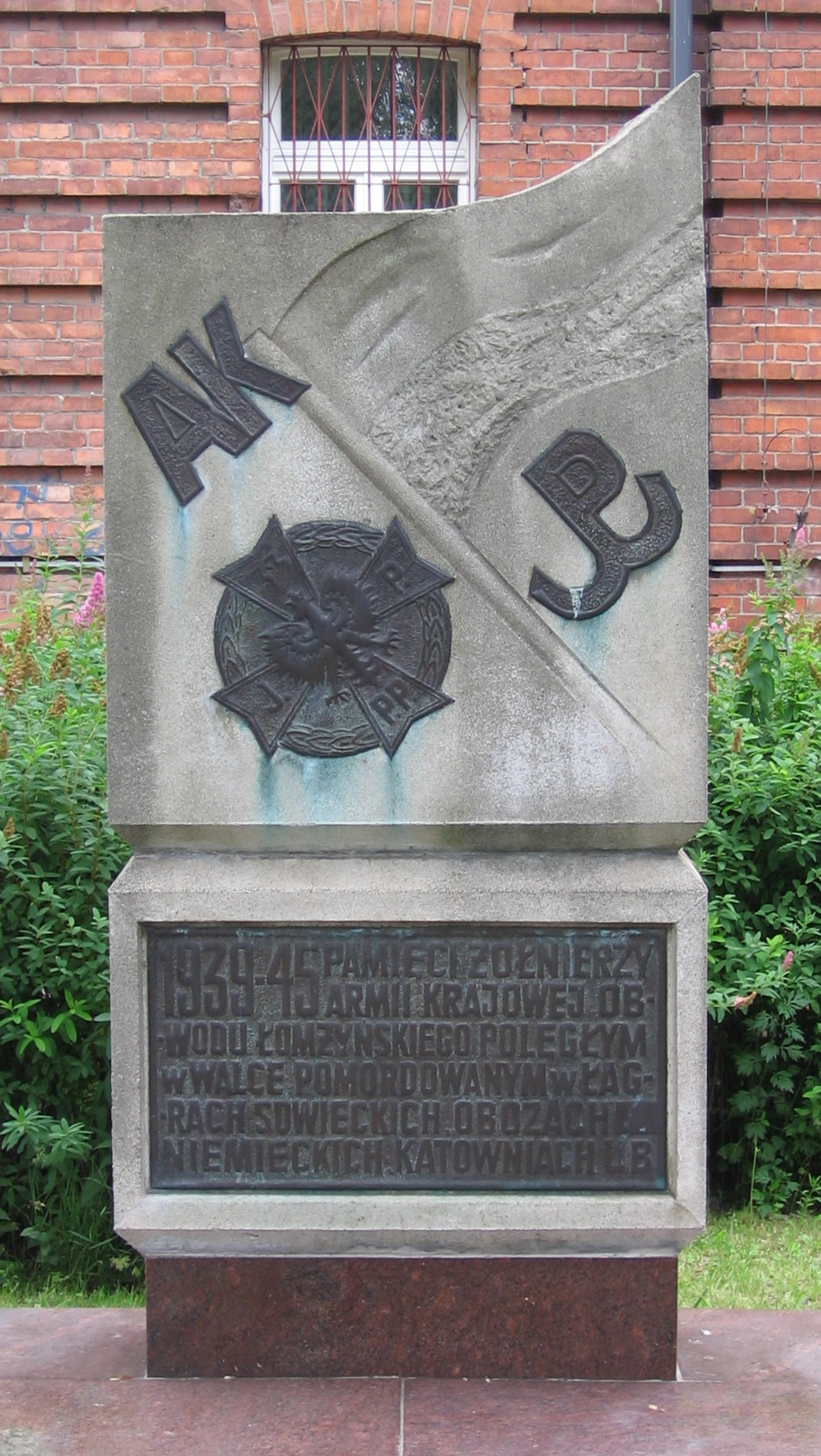
Pomnik Obwodu Łomża AK, w którym to walczył Bronisław Kowalewski

Bronisław Kowalewski pseud. Kora (ur. 21 października 1902 w m. Zabiele, zm. ?) – syn Waldemara, od 1940 w konspiracji, żołnierz Armii Krajowej, oficer śledczy żandarmerii Okręgu i Obwodu Łomża AK.
Dowódca patrolu egzekucyjnego (tzw. Egzekutywy), odpowiedzialnego za wykonywanie wyroków śmierci na szpiegach, zdrajcach i denuncjatorach z terenu całej Ziemi Łomżyńskiej.
31 marca 1947 ujęty przez Powiatowy Urząd Bezpieczeństwa Publicznego w Kolnie.